# کایو کاندو
کایو کاندو کورئا (پرتغالی: Caio Canedo Correa؛ زادهٔ ۹ اوت ۱۹۹۰) که به صورت ساده با نام کایو شناخته می‌شود، بازیکن فوتبال اهل برزیل است.

## باشگاهی
از باشگاه‌هایی که در آن بازی کرده‌است می‌توان به بوتافوگو، فیگیرنسه، اینترناسیونال، ویتوریا، الوصل و العین اشاره کرد.